# 摩根州立大學
摩根州立大學（英語：Morgan State University）是美國馬里蘭州巴爾的摩市的一所傳統黑人大學大學。

## 历史
该校由卫理公会巴尔的摩分会于1867年创办，名为世紀聖經學院（Centenary Biblical Institute），为私立院校。1890年因牧师利特尔顿·摩根而改名为摩根學院（Morgan College）。
1935年，非裔美国学生唐纳德·默里因种族因素被马里兰大学法学院拒绝录取，将官司打到马里兰州最高法院，即默里诉皮尔逊案。默里最终被允许进入马里兰大学法学院就读，但这并非因为马里兰州取消了教育上的种族隔离，而只是马里兰州全州仅有一所公立法学院，因此不得不向所有种族开放。此时，面对废除种族隔离和为黑人单独建立公立院校之间的选择，州政府官员选择了后者，因而马里兰州于1939年买下了摩根學院并更名为摩根州立學院，来为黑人学生提供更多的受教育机会，学校也自此转为公立院校。
1975年，学校获许可授予博士学位，同时更名为摩根州立大學。1988年，马里兰州隶属的大学大多被整合进入马里兰大学系统，但摩根州立大學和马里兰圣玛丽学院独立于此大学系统之外。
早在1939年转成公立学校时，学校和邻近的白人社区边界上被筑起了一堵八英尺高的隔离墙，这堵墙直到2023年学校收购了周边地产后才得以拆除。

## 外部連結
- 摩根州立大學網頁 （页面存档备份，存于）
- 摩根州立大學校園在 Google Street View

39°20′45″N 76°35′00″W / 39.3459°N 76.5832°W